# Aumühle (Moers)
Die Aumühle, auch Obere Wassermühle genannt, ist eine denkmalgeschützte Wassermühle in Moers, Nordrhein-Westfalen. Der älteste Teil des Mühlgebäudes wurde zu Beginn des 17. Jahrhunderts erbaut und zählt damit zu den ältesten erhaltenen Bauwerken der Stadt, in der sie gleichzeitig die einzig erhaltene Mühle darstellt.

## Geschichte
Der Vorläufer der Oberen Wassermühle war eine Schleusenanlage, die die Wasserzufuhr zum Stadtgraben regulierte. Sie war ein bedeutender Teil der Stadtbefestigung, da das aufgestaute Wasser den ansonsten trocken gehaltenen Graben inklusive der anliegenden Felder flutartig unter Wasser setzte und somit den Stadtkern vor Feinden schützte, was zum Beispiel während des Dreißigjährigen Krieges notwendig war.
Erstmals schriftlich erwähnt wurde die Wassermühle in Moers als Vol mull, heute als „Walkmühle“ zu bezeichnen, im Jahr 1591 auf der Karte Murs Comitatus des Geografen Johannes Mercator. Sie war eine von vielen Mühlen auf dem heutigen Stadtgebiet von Moers, die jedoch nicht alle nachweislich belegt werden können. Sie waren sehr bedeutsam für die Grafen von Moers, da sie sowohl wichtige Energie lieferten als auch Steuern einbrachten. Die Vol mull, im Volksmund Aumühle genannt, bildete als obere Wassermühle im Norden des Moersbaches zusammen mit der Stadtwindmühle, einer hölzernen Bockwindmühle, die 1583 nach Moers kam und den nördlichen Eckpunkt der Stadtbefestigung am Kirchtor bildete, das Moerser Mühlenreglement von 1612. Der Mühlenzwang sah vor, dass die Gehöfte im Umkreis, trotz Komplikationen und Protesten, zum Mahlen ihres Brotes keine Handmühlen nutzen durften, sondern eine der bestimmten Zwangsmühlen aufsuchen mussten, zu denen auch die Obere Wassermühle gehörte.
Das bis heute erhaltene Mühlengebäude wurde in den Jahren 1608 bis 1609 erbaut. 1669 wurde sie unter Geurt ter Mitz, der sowohl diese als auch die Untere Wassermühle, die südwestlich am Moersbach lag, gepachtet hatte, restauriert. 1799 erlitt sie durch ein Hochwasser schwere Beschädigungen, zwischen 1804 und 1805 erfolgte ein Umbau. Als Erbpachtmühle von Hüls wurde die Mühle 1818 an einen Müller verkauft. 1828 erwarb sie die Moerser Mühlengesellschaft, die sie aber nicht mehr in Betrieb nahm. Um 1840 verfiel die Aumühle und wurde von einem ihrer vielen Besitzer ausgeräumt. Zu dieser Zeit besaß sie ein unterschlächtiges Wasserrad von rund zehn Metern Länge und sechseinhalb Metern Breite.
Das Mühlengebäude wurde 1860 unter Landwirt Henrich Parsick um einen südlich angrenzenden Stall ergänzt. 1907 ging die Mühle in den Besitz der Stadt Moers über und war bis in die 1950er Jahre bewohnt. Von 1979 bis 1981 sanierte sie die Stadt als „Attraktion“ des Schloss- und Freizeitparks, wobei sie um einen Anbau an das Stallgebäude zum Moersbach hin ergänzt wurde. In beziehungsweise an diesen Anbau wurden das Mahlwerk sowie das unterschlächtiges Mühlrad, die von der abgerissenen Beskesmühle in Niep übernommen worden waren, integriert. 1982 wurde die Aumühle in die Denkmalliste der Stadt Moers als Baudenkmal mit der Nummer 16 eingetragen. In den folgenden Jahren gab es immer wieder Probleme mit den Mühlrädern: 1984 musste das aus Niep stammende Rad erneut renoviert werden, 1988 wurde es durch Schädlingsbefall zerstört. 1991 wurde es entfernt und durch ein 1992 installiertes, neues Wasserrad ersetzt, das 1998 auch einer Reparatur unterzogen werden musste. Die Kosten all dieser Komplikationen betrugen rund 100.000 DM.
1995 wechselte ihr Besitz an eine private Eigentümerin, die die Aumühle bis zu ihrem Tod 2005 als Wohnhaus und Atelier nutzte. Im Dezember 2006 erwarb der SCI:Moers die Wassermühle und begann 2007 mit aufwendigen, rund 500.000 Euro teuren Restaurierungsarbeiten. Dabei wurde die Mahlkammer aufgestockt, die gesamte Anlage saniert, die Gebäude äußerlich umgestaltet sowie ein neues, vom SCI selbst hergestelltes Wasserrad angebaut. Im Dezember 2011 wurden die Arbeiten vollendet und die neue Mühle eingeweiht. Der älteste Teil, das Mühlengebäude, wird heute als Wohnhaus genutzt. Im ehemaligen Stall befindet sich ein Atelier, und im Anbau ist das funktionsfähige Mahlwerk untergebracht, mit dem regelmäßig Brot produziert wird. Das Wasserrad ist jedoch nicht funktionsfähig, da es nur an Mühlenteich angegliedert ist, der dem alten Verlauf des Moersbaches entspricht, jedoch nicht dem aktuellen. Ab 2014 wurde der kleine Fluss im Zuge seiner Renaturierung wieder mit dem Teich und somit auch dem Mühlrad verbunden.

Aufnahme von 1894
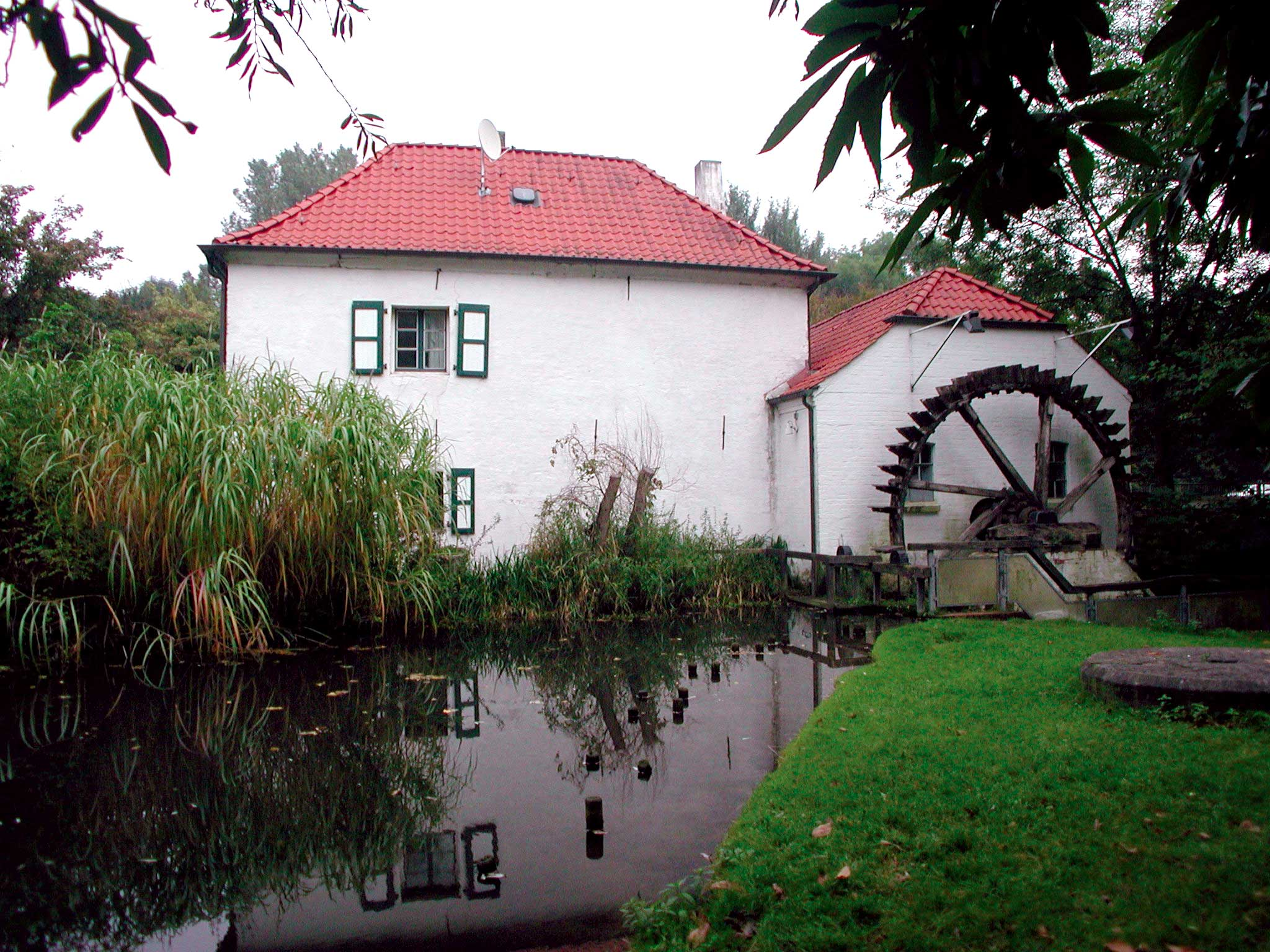
Zustand im Jahr 2005, vor der Renovierung und Umgestaltung
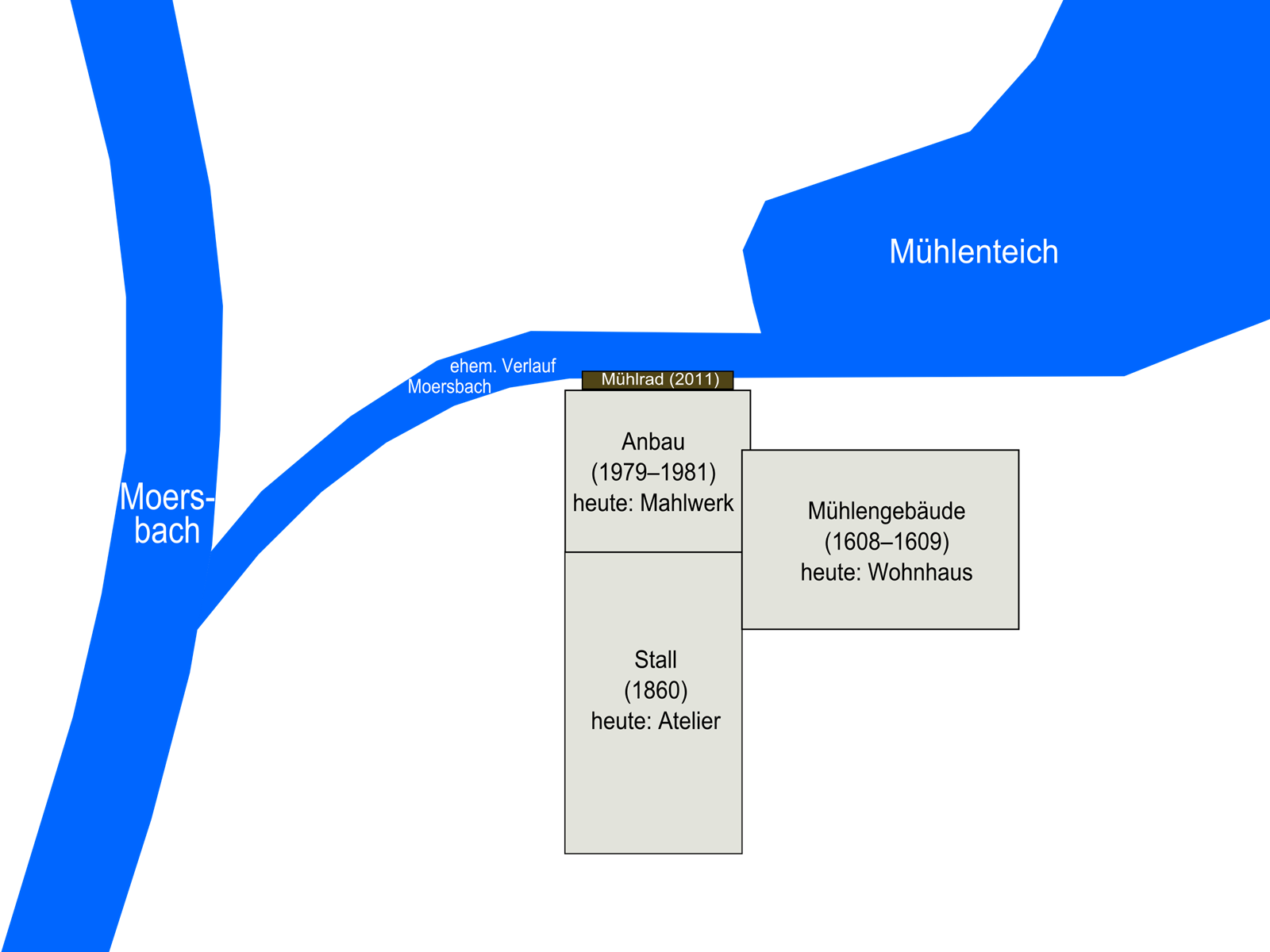
Detailkarte der Mühle (Zustand 2012)
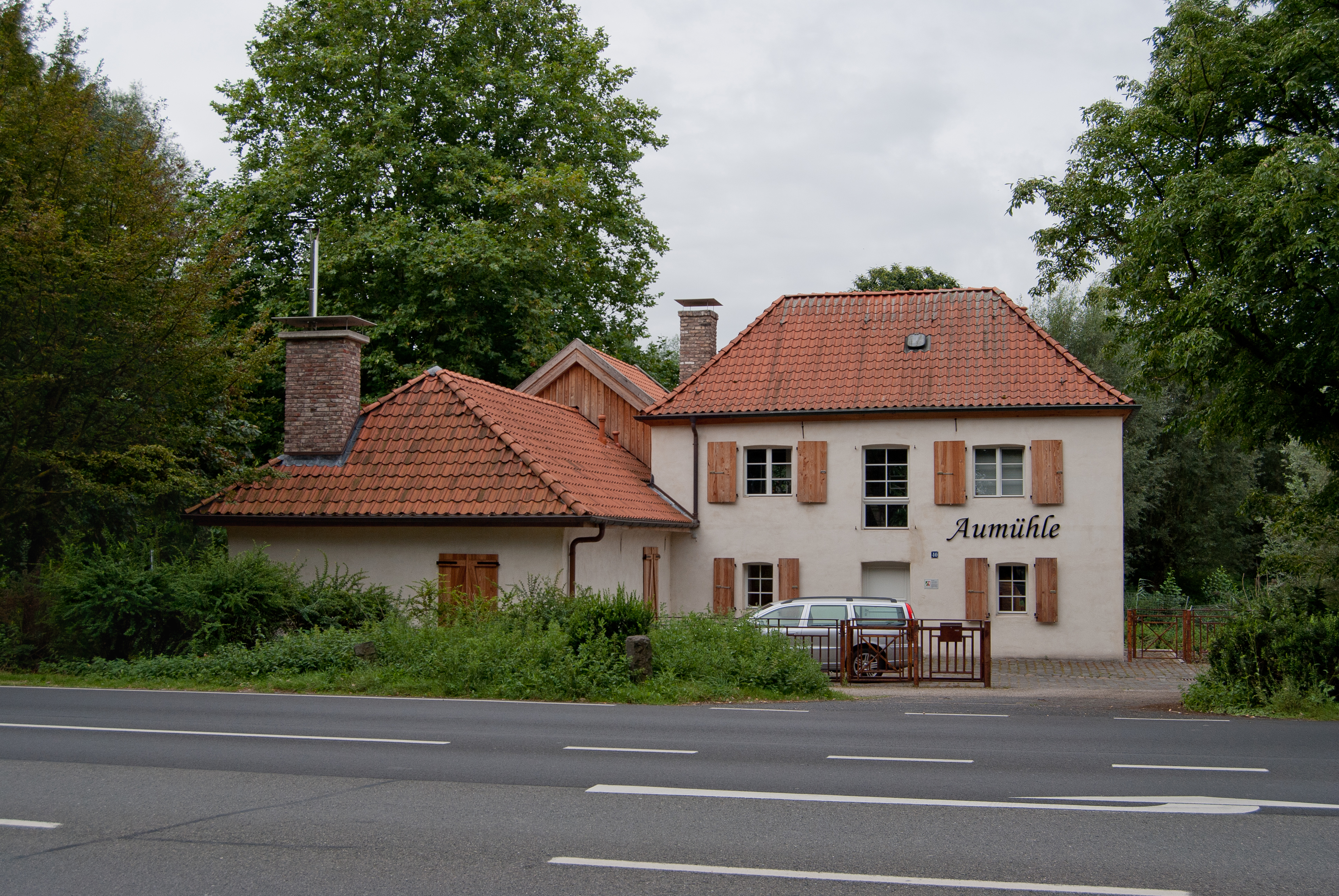
Straßenseite (2012)
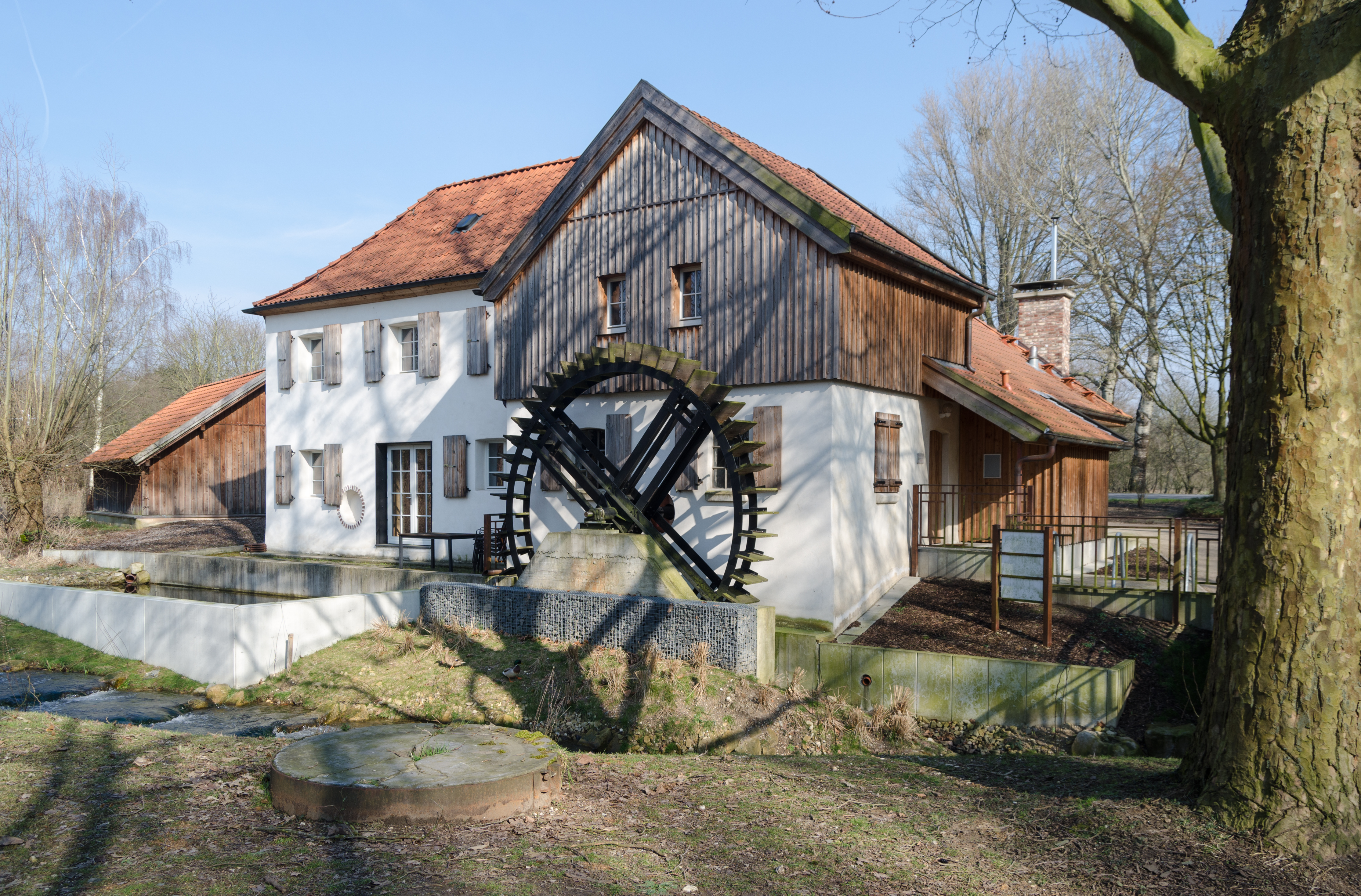
Aumühle (2016)